# الزيب (فلسطين)
الزّيب هي قرية فلسطينية تقع على بعد 13.5 كم (8.4 ميل) شمال عكا على الساحل البحر الأبيض المتوسط.

## تاريخ القرية
الرحالة ابن جبير الذي زار المنطقة في 1182 - 1184 فيكتفي بالقول أنها قرية تقع بين عكا وصور وفيما بعد يصف الجغرافي ياقوت الحموي (توفي سنة 1229) الزيب بأنها قرية كبيرة على الساحل قرب عكا.
في سنة 1596، كانت القرية في ناحية عكا (لواء صفد)، وكان عدد سكانها 875 نسمة. وكانت تدفع الضرائب على عدد من الغلال كالقمح والشعير والمحاصيل الصيفية والفاكهة والقطن، بالإضافة إلى عناصر أخرى من المستغلات كالماعز وخلايا النحل والجواميس وكان القاضي والعلامة المسلم، أبو علي الزيبي من مواليدها في القرن الثامن عشر بعد الميلاد. وفي بداية القرين التاسع عشر، أشار الرحالة الإنكليزي بكنغهام إلى أنها بلدة صغيرة بُنيت على تل قرب البحر، وفيها بضع شجرات نخيل ترتفع أكثر من منازلها.
وفي أواخر القرن التاسع عشر كانت قرية الزيب مبنية بالحجارة على شاطئ البحر. أما سكانها وعددهم نحو 400 نسمة من المسلمين، فكانوا يزرعون الزيتون والتين والتوت والرمان. وكان في القرية أيضاً مسجد صغير. وفي الازمنة الأحدث عهداً كان شكل الزيب مربعاً ومنازلها متقاربة بعضها من بعض ومبنية بالحجارة والطين أو بالحجارة والأسمنت المسلح. وكان في القرية مدرسة ابتدائية أسسها العثمانيون في سنة 1882 ومسجد ومستوصف. وكان السكان يحترفون صيد الأسماك والزراعة ولاسيما زراعة أشجار الفاكهة.

### القرية عشيّة الاحتلال
في 1944\ 1945، كان ما مجموعه 2972 دونماً مخصصاً للحمضيات والموز، 4425 دونماً للحبوب و 1989 دونماً مروياً أو مستخدماً للبساتين. وبين سنة 1927 وسنة 1945، كان المعدل السنوي لصيد الأسماك ينوف على 16 طناً وكان أهل القرية يوثّقون ما اصطادوه كلّ عام وبكم باعوه. وكانت في القرية معصرتان تجرهما الحيوانات، ومعصرتان ميكانيكيتان. كما كان فيها موقع اثري يضم أسس أبنية، وأرضيات غرف وبركة وقبوراً منحوتة بالصخر. وكان حول الزيب فضلاً عن ذلك، ست خرب تقع ضمن دائرة شعاعُها 4 كلم تحيط بالقرية.
لا يزال المسجد قائما في موضعه في جذر القرية، اذ يحده من الجنوب الطريق الرئيسي، ومن الشرق الساحة العامة، ومن الشمال طريق عيسى أبو الزيب، ومن الغرب بيت جمال أفندي السعدي ومحمد صالح اليوسف. والمسجد عبارة عن قاعة مربعة الشكل، بلغت مساحته الإجمالية 179.5 متر. وقد بنيت واجهاته بحجارة نارية مختلفة الحجم على شكل صفوف افقية، حيث كانت حجارة الجزء السفلي كبيرة الحجم، والجزء العلوي صغيرة.
المبنى يتألف من قسمين: الأول يقع في الجهة الشرقية وهو بيت الصلاة والثاني ملحق وهو عبارة عن قاعة مستطيلة تنقسم إلى قسمين، يتم الدخول اليها عبر المدخل الكائن في الجهة الشمالية. ويقابلة في الجهة الجنوبية محراب مجوّف. ويوجد في الواجهة الشرقية نافذتان مستطيلتان ويعلو المسجد قبة منخفضة. ويوجد في الواجهة الجنوبية نافذة مزدوجه. انا الجزء الغربي من القاعة فيعلوه قبة نصف دائرية، في واجهتها الغربية والجنوبية شباكان.
لقد اوقف هذا المسجد إلى العديد من الأراضي التي عرفت باسم اراضي الرمل كمان وردت في كتاب ارسل من السيد مأمور اوقاف اللواء الشمالي إلى سعادة مدير الأوقاف العام. وكانت الأراضي الموقوفة على المسجد تقع في اماكن متعددة بداخل وخارج القرية، نذكرها على النحو التالي: ارض زراعية في موقع الطويري، وارض زراعية في ظهر البطن، وارض قطعة الجامع، وارض الصفراء وارض الواقفة وارض الزاروب، وارض ظهر البياض الشرقي، وجبال اللوز، وقد بلغت المساحة الاجمالية للاراضي الوقفية 127 دونما. اما الوضع الإنشائي للمسجد اليوم فهو جيد ويستخدم من قبل اليهود القائمين على الحدائق المجاورة كمخزن.

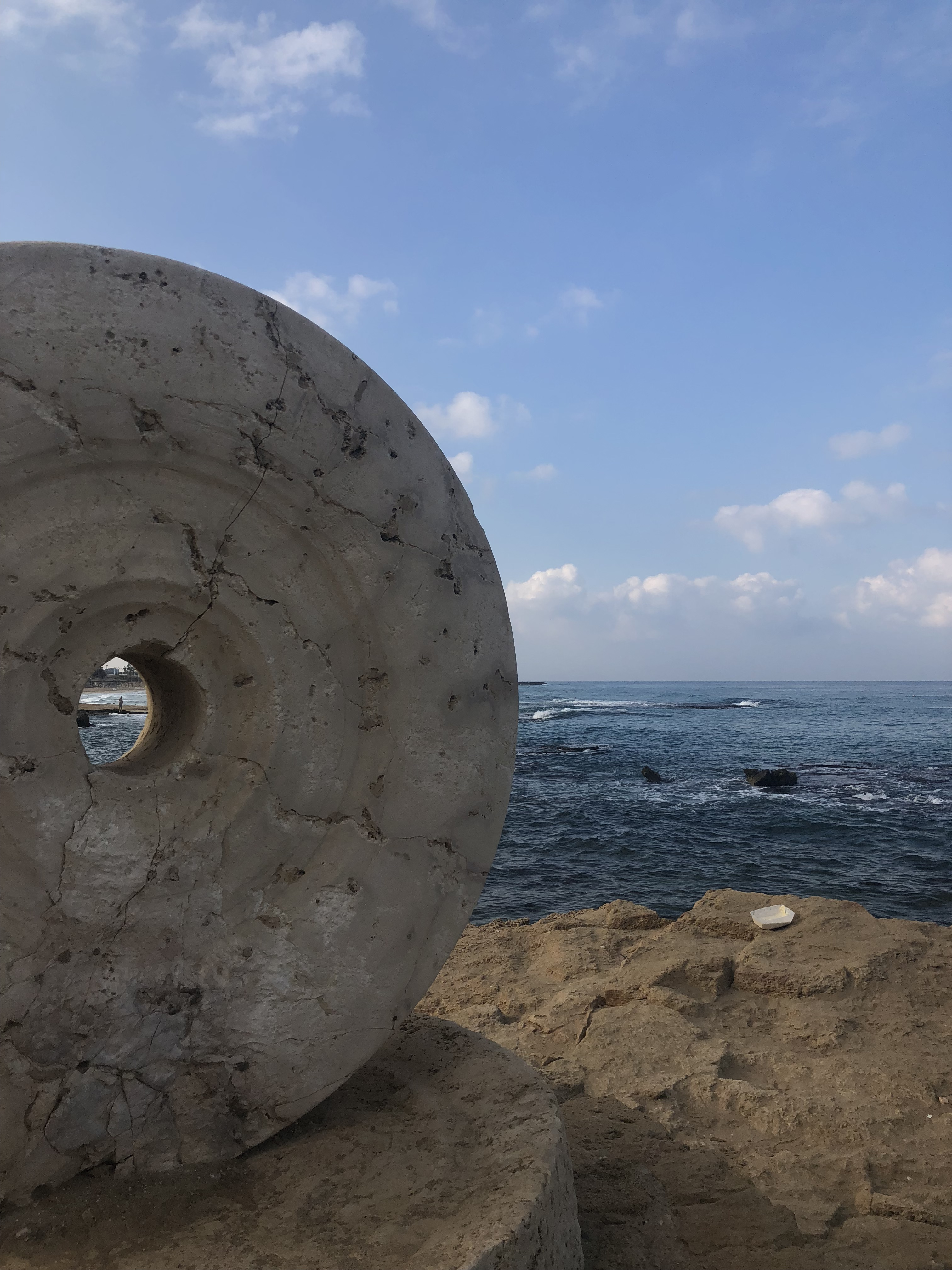
آثار قديمة من ثرية الزيب المهجّرة

مقام الأنور ابراهم السعدي وهو من اجداد الطريقة السعدية واولاد الجباوي، يقعد داخل المسجد.

## السكان

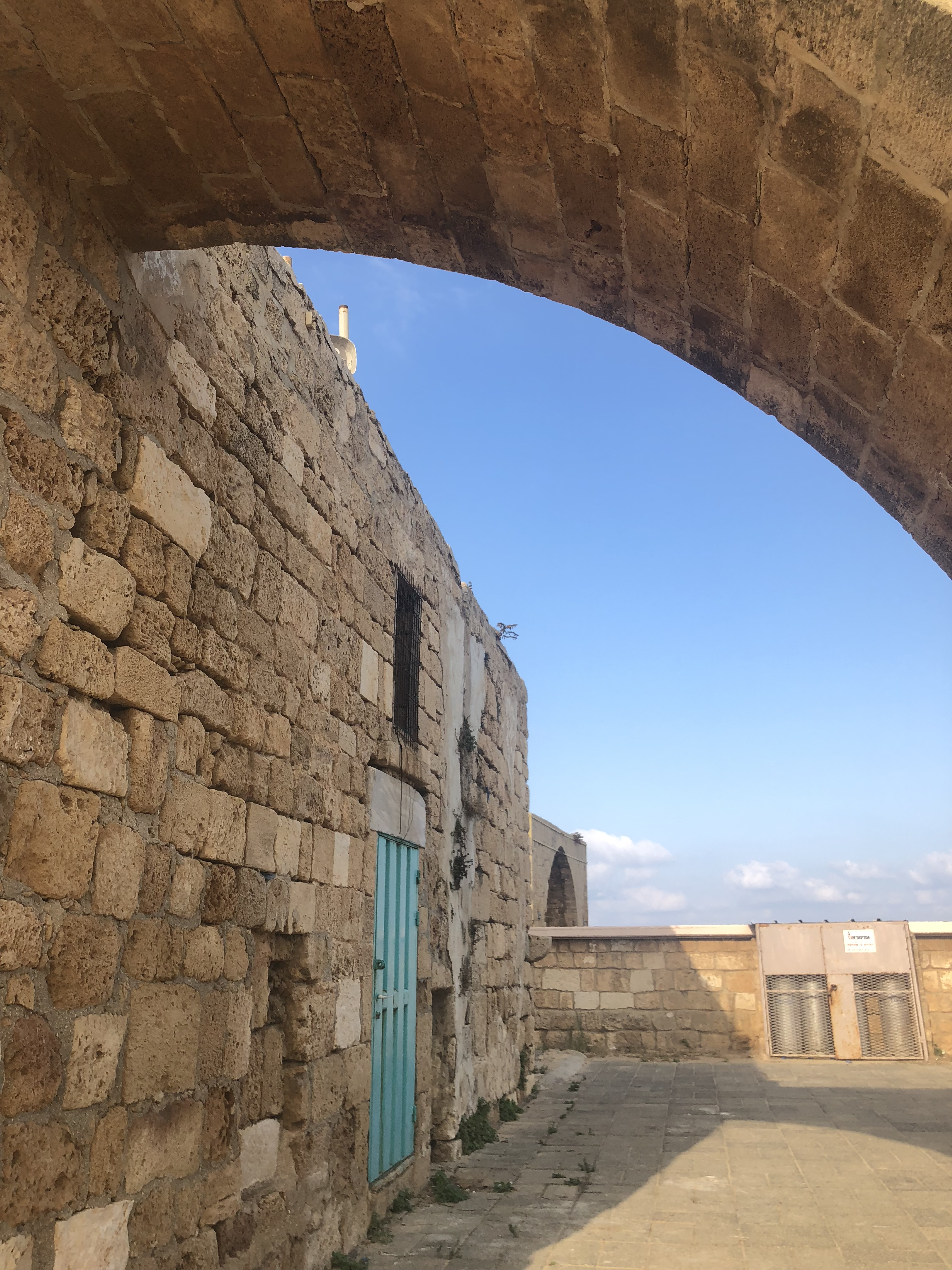
قرية الزيب: بيوت القرية الّتي لا زالت قائمة

بلغ عدد سكان القرية 804 نسمة عام 1922، ومن ثم ارتفع عددهم إلى 1095 عام 1931، وارتفع لاحقًا إلى 1910 نسمة وكلّهم مسلمون.

## الموقع
تبعد قرية الزيب 14 كم شمال عكّا و32 كم عن حيفا و4 كم من رأس الناقورة، وأقرب قرية إليها هي قرية البصّة.
كانت القرية تنهض على تل مقبّب الشكل على ساحل البحر الأبيض المتوسط وإلى الشرق من الطريق العام الساحلي ومن خط سكة الحديد. وقد أنشئت في موقع القرية بلدة كنعانية اسمها أكزيب (المحتال) سقطت في يد الآشوريين سنة 701 ق.م. وتدل الحفريات الأثرية على أن البلدة كانت موجودة قبل ذلك التاريخ بزمن طويل أي في القرن الثامن عشر قبل الميلاد وأنها أصبحت بحلول القرن العشرين قبل الميلاد بلدة مسوّرة وكان الرومان يسمونها إكدبّا Ecdippa. أما الصليبيون فكانوا يسمونها كاسال (أي القلعة الصغيرة) أو أمبرت.
في الزيب موقع أثريّ احتوى على تلّ أنقاض وآثار أساسات وأرضيات وصهريج ومدافن منقورة في الصخر على الشاطئ إلى الجنوب الشرقيّ. إلى شرق الزيب وعلى جانبيّ وادي القرن تقع:
- «خربة الشقف»
- «خربة حمصين»: تحتوي على بقايا حجارة وعمود مبنيّ وقاعدة عمود وصخور منحوتة وأساسات ومعاصر زيتون ومكسّرة وإلى الغرب مدافن منقورة في الصخر.
- «خربة العمود»: تحتوي على أساسات حجارة معصرة، ويعود الظنّ إلى كون بلدة «عمعاد» العربيّة الكنعانيّة كانت قائمة على هذه الخربة
- «خربة المنوات»
- بير الخزنة الذي احتوى على أنقاض بناء صغير

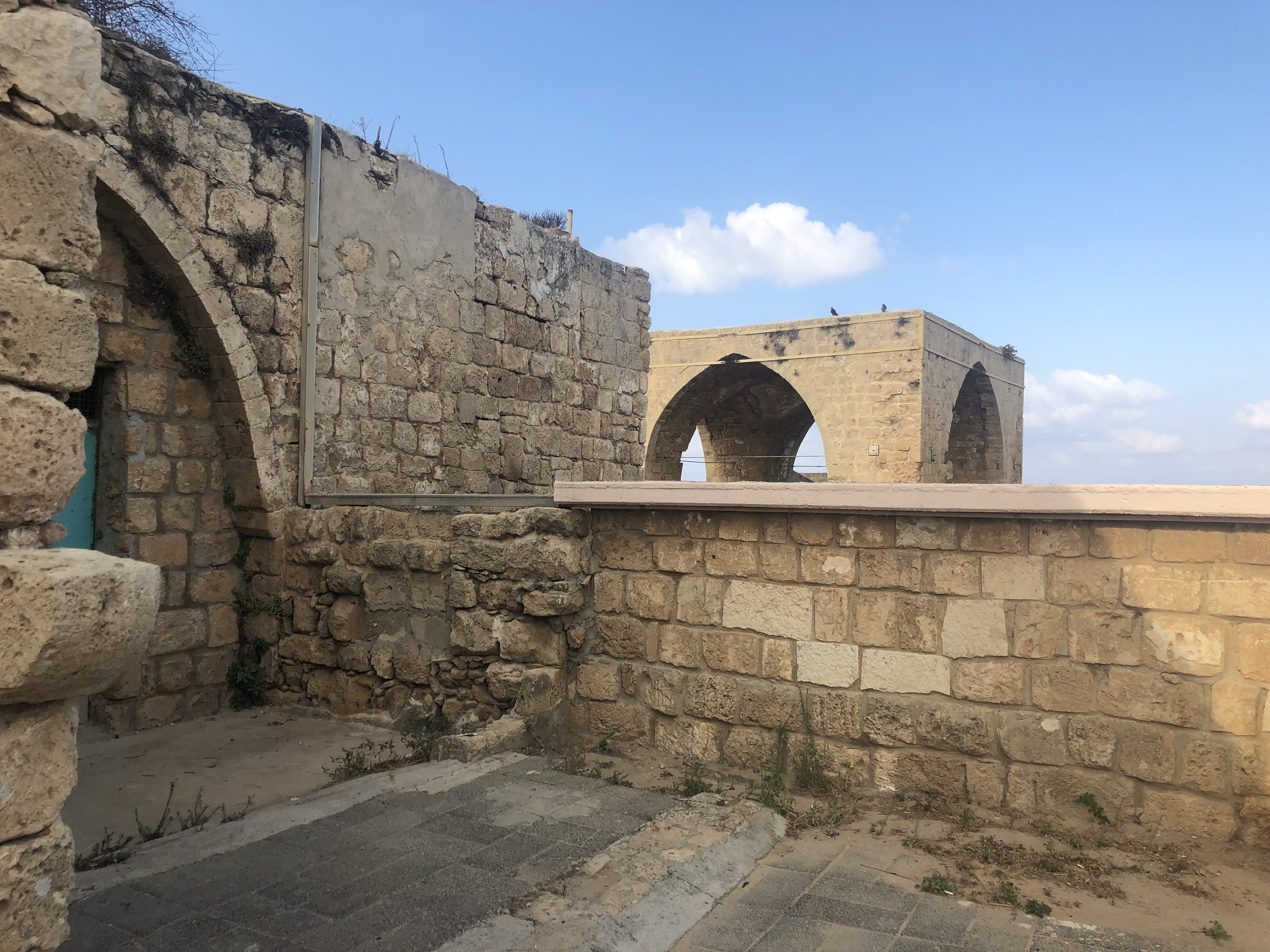
آثار البيوت الباقية في قرية الزيب المهجّرة

- خربة عبدة
- خربة السويجرة
- خربة طيبيريا
- خربة بيت عبرا
- خربة الشومريّة

## أراضي الزيب
بلغت مساحة القرية 63 دونمًا، وبلغت مساحة أراضيها عام 1945 12607 دونمًا منها 169 للطرق والوديان ولم يمتلك اليهود فيها أي شبر. أحاطت بالقرية قرى البصّة والكابري ومستعمرات يهوديّة والبحر.

## احتلال الزيب
في 13- 14 أيار \ مايو 1948 بدأ لواء كرملي التابع للهاغاناه اجتياحا للقسم الشمالي الغربي من فلسطين. وكانت الزيب إحدى القرى الرئيسية التي كانت مستهدفة في الهجوم المعروف بعملية بن عمي (أنظر الغابسية، قضاء عكا). وجاء في الرواية الواردة في كتاب «تاريخ الهاغاناه» مايلي عن احتلالها: «فرّ السكان....لدى ظهور القوات الإسرائيلية وقررت قيادة الهاغاناه الاحتفاظ بها». غير أن المؤرخ الإسرائيلي بني موريس يناقض هذه الرواية، إذا يقول إن الهاغاناه كان لها (حساب طويل مع القرية) ويبدوا أن هذا بسبب كونها مركزاً للمجاهدين وإن سكانها فروا في معظمهم خلال قصف مدفعي كان جزءاً من الهجوم على القرية. ويؤكد سكان القرية هذه الرواية ويستعيدون إلى الذاكرة معركة تميزت بعنصر المباغتة.

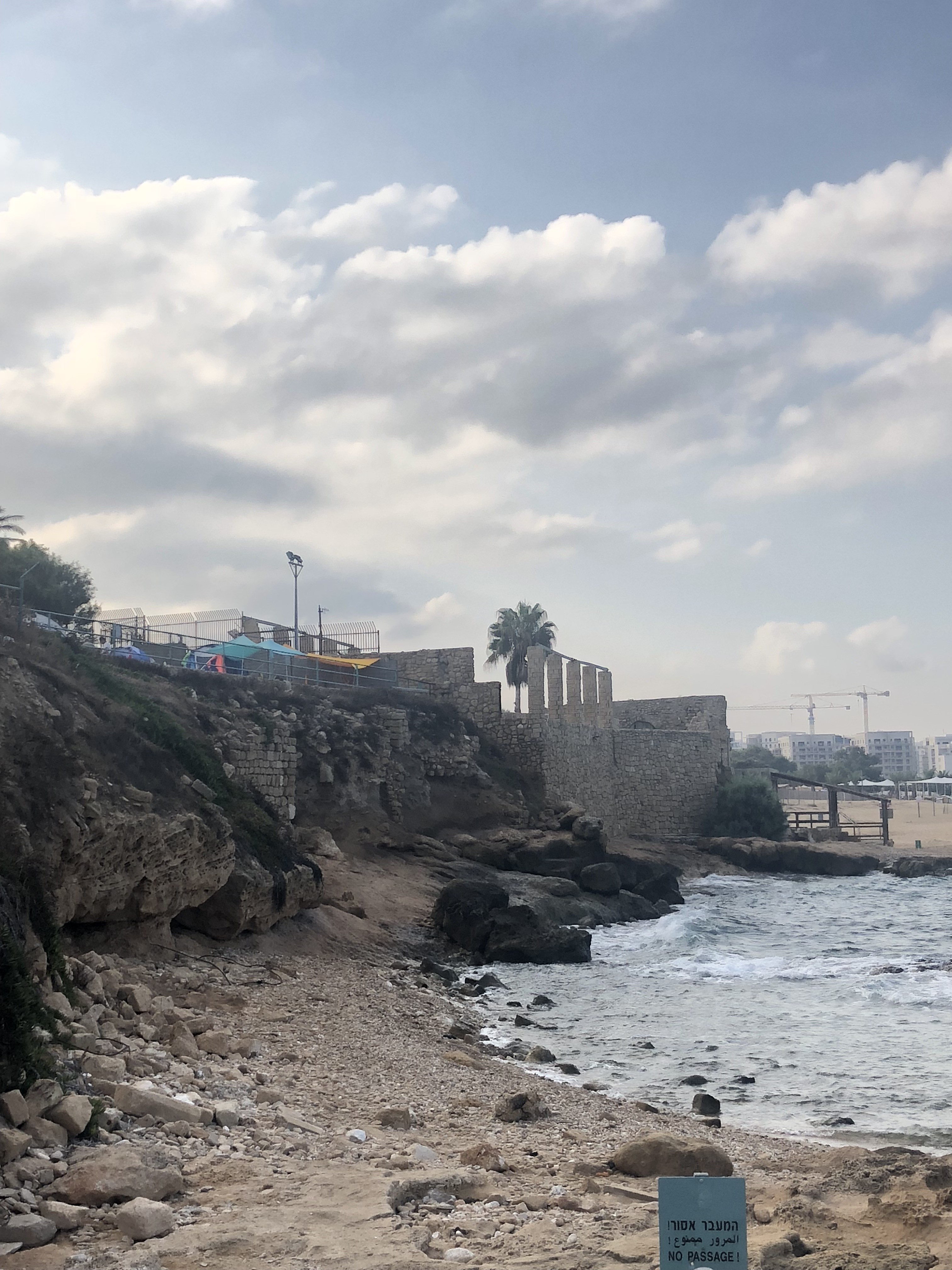
شاطئ قرية الزيب والبيوت المهدّمة على طوله

ولما قابل المؤرخ الفلسطيني نافذ نزال سكانها قالوا أنهم ظنوا خطأ في البدء أن القوات الصهيونية هي قوات عربية جاءت لنجدتهم، إذ كان أفرادها يعتمرون الكوفيات العربية البيض الملونة بالحمرة وإن هذه القوات تغلبت على مجاهدي القرية وعددهم نحو 35 أو 40 رجلاً. أما من لم ينجح من السكان في الفرار خلال المعركة، فقد نقلوا لاحقاً إلى قرية المزرعة التي أصبحت نقطة تجمع (لمن تبقى) من العرب في الجليل الغربي. وقد أمر قائد الحملة موشيه كرمل بتدمير القرية تدميراً كلياً، وذلك لـ (معاقبة) السكان، وللتأكد من أنهم (لن يتمكنوا أبدا من العودة إليها).
في كانون الأول\ ديسمبر 1948 زار مدير دائرة الأراضي في الصندوق القومي اليهودي، يوسف فايتس، الزيب وأشار إلى أنها (قد سويت بالأرض)، مضيفاً: اشك الآن في أنه كان من المستحسن تدميرها، ولعلنا كنا ثأرنا ثاراً أعظم لو أننا أسكنا اليهود في منازل القرية.

## القرية اليوم
لم يبق من القرية سوى مسجدها الذي رُمم لأغراض سياحية، ومنزل مختارها حسين عطايا الذي أصبح الآن متحفاً. والمنزل كبير نسبياً ومبني بالحجارة. أما المسجد الحجري فله قبة وقنطرة مزخرفة كبيرة على واجهته الأمامية. وثمة ملحق جانبي يتكون من قنطرتين كبيرتين. وفي المتحف بعض شواهد القبور، على أحدها آية قرآنية واسم المتوفى أحمد الموسى وتاريخ الوفاة 14 أيلول \ سبتمبر 1938 وقد يشاهد بعض المخلفات الأثرية بما في ذلك بقايا قناطر حجرية قرب المسجد. أما الموقع والأرض المجاورة فيستخدمان منتزهاً وموقعاً سياحياً.
أنشئ كيبوتس بيت هعرفاه على أنقاض القرية في 27 كانون الثاني \يناير 1949، ثم أعيدت تسميته لاحقاً كيبوتس غيشر هزيف. وقد تم توطين مهاجرين يهود من إنكلترا والولايات المتحدة وجنوب إفريقيا في غيشر هزيف، الذي يقع على أراضي القرية قريباً من موقعها. كما أنشئت مستعمرة ساعر إلى الجنوب من القرية في سنة 1948. وثمة مستعمرة أخرى قريبة، هي ليمان، تقع على أراض كانت تابعة لقرية البصة.